# Ignatius Mouradgea d'Ohsson
Ignatius Mouradgea d’Ohsson (Costantinopoli, 31 luglio 1740 – Bièvres, 27 agosto 1807) è stato un diplomatico, storico e orientalista armeno, a servizio dell'Ambasciata Svedese di Costantinopoli.
Era nato come Ignatius Muradcan Tosunyan da una famiglia cattolica. Suo padre era un traduttore presso il consolato svedese di Smirne, e suo figlio gli succedette in questa carriera. Suo figlio fu impiegato nel 1768 presso l'Ambasciata svedese a Costantinopoli. Nel 1768 divenne capo-interprete, elevato poi allo status nobiliare di cavaliere della nobiltà svedese, prendendo il nome dal suono francese di "d'Ohsson". È divenuto poi segretario d'ambasciata presso la medesima Ambasciata nel 1780 e fu nominato cavaliere nello stesso anno.
Nel 1791 diventa incaricato d'affari svedese ed è stato dal 1795 al 1799, Ambasciatore di Svezia in Turchia. Nel 1799 vi è il suo licenziamento da ambasciatore plenipotenziario.
Ha trascorso molti anni in Francia. È stato insignito del titolo di Cavaliere degli Ordini Reali Massonici di Vasa - Templari - Malta - Filippine - Rosso e Crociato.
Abraham Constantin Mouradgea d'Ohsson, autore di una famosa Storia dei Mongoli, era suo figlio.

## Opere
Pubblicò a Parigi una prima serie di pubblicazioni sull'Impero ottomano, Tableau général de l'Empire othoman (3 vol., 1787-1820). Fu suo figlio Abraham Constantin Mouradgea d'Ohsson a terminare l'ultima parte dopo la sua morte.
Le opere sono:
- Tableau Général de l'Empire Othoman, Firmin Didot, Paris 1788–1824) (7 Volumi).
- Allgemeine Schilderung des Othomanischen Reichs. Aus dem Französischen des Herrn von Muradgea d'Ohsson mit einiger Abkürzung übersetzt und mit Anmerkungen, Zusätzen und einem Glossarium und Register versehen von Christian Daniel Beck, Weidmann, Leipzig 1788 und 1793 (2 Bände), (Mit 4 Falttafeln (Gebetsstellungen und Schriftarten) sowie 2 mehrfach gefaltete genealogische und chronologische Tafeln (mit Mohammed und seinen Abkömmlingen)).

(Descrizione generale dell'Impero ottomano. Dal francese, del Signore di Muradgea d'Ohsson con alcune abbreviazioni, tradotto e commentato, integrazioni e Glossario e Registro di Christian Daniel Beck, Weidmann, Lipsia 1788 e 1793 (2 volumi), (tabelle genealogiche e cronologiche piegate più volte con 4 tavole (posizioni di preghiera e caratteri ottomani) e 2 (con Maometto e i suoi discendenti) pieghevoli).